# 摩根縣 (伊利諾伊州)
摩根县（英語：Morgan County）是美国伊利诺伊州西部的一個縣，面積1,482平方公里。根據2020年美國人口普查，共有人口32,915人。縣治傑克森維爾（Jacksonville）。該縣成立於1823年，縣名紀念美國獨立戰爭軍官、代表弗吉尼亚州的聯邦眾議員丹尼爾·摩根。